# Ottilie Roederstein

Ottilie W. Roederstein, Selbstbildnis mit Hut, 1904, Städel Museum, Frankfurt am Main

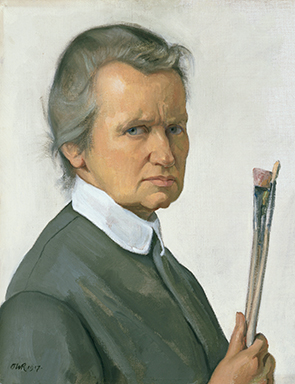
Selbstporträt mit Pinsel, 1917, Kunsthaus Zürich

Ottilie Wilhelmine Roederstein (* 22. April 1859 in Enge, heute: Quartier von Zürich; † 26. November 1937 in Hofheim am Taunus) war eine deutsch-schweizerische Malerin zwischen Tradition und Moderne.
Vor allem mit der Porträtmalerei feierte sie große Erfolge und war jahrelang im Salon de Paris vertreten. Frühe Bilder tragen noch die Handschrift ihrer Lehrmeister aus Zürich, Berlin und Paris. Rasch entwickelte sie einen eigenen Stil und lebte ein unabhängiges Leben. Da sie und ihre Lebensgefährtin Elisabeth Winterhalter große Hürden überwinden mussten, um ihre Lebensziele zu erreichen, unterstützten sie später andere Frauen in dem Wunsch, zu studieren und ein selbständiges Leben zu finanzieren.

## Leben und Werk

### Jugend und Ausbildung in Zürich

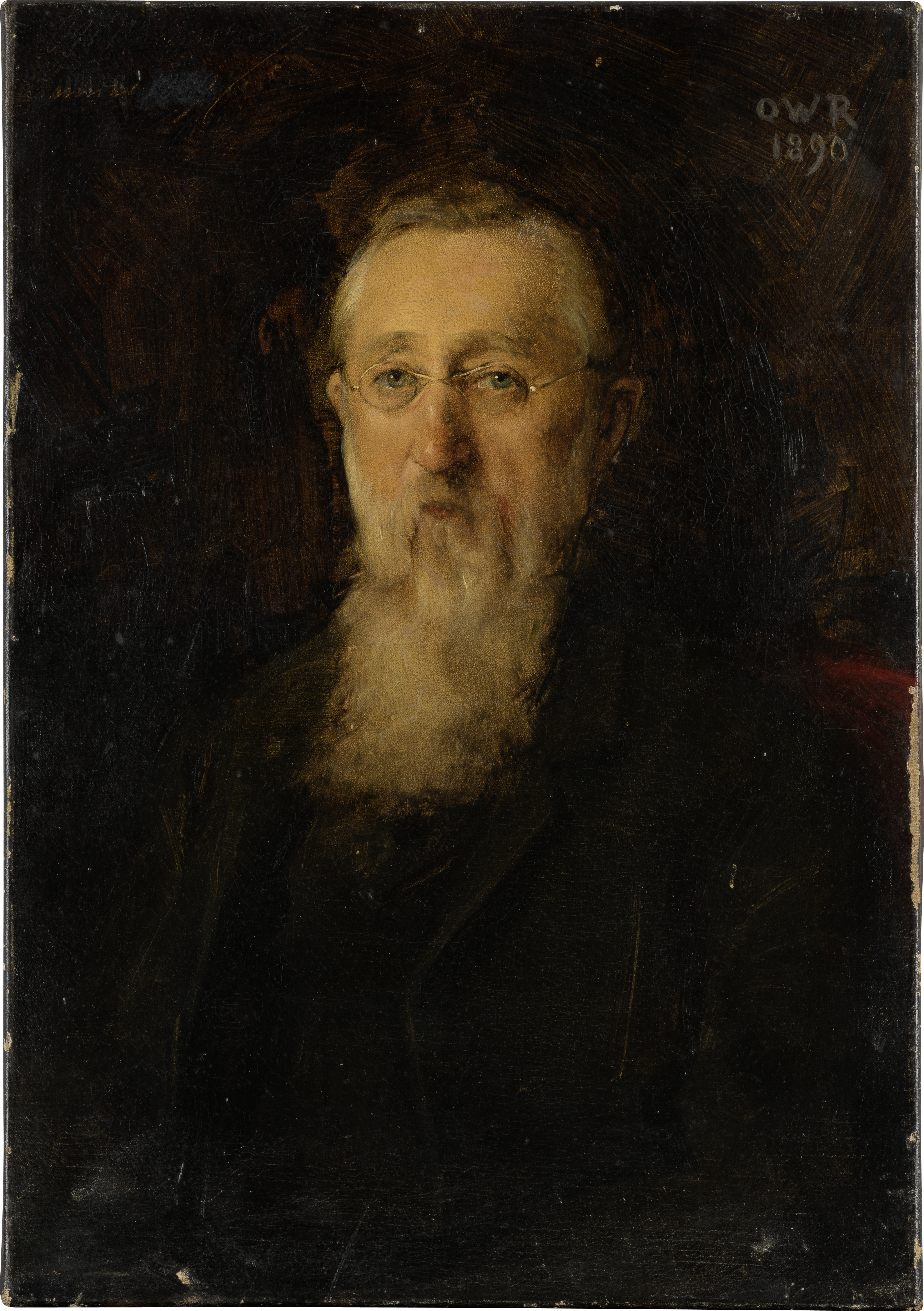
Bildnis von Reinhard Roederstein, Vater der Malerin, 1889

Ottilie Roederstein wurde als zweite Tochter des Kaufmanns Reinhard Roederstein und seiner Frau Alwina in Zürich geboren. Die Roedersteins stammten aus dem Rheinland. Sie waren 1857 nach Zürich übersiedelt, da Reinhard Roederstein dort die Vertretung einer Barmer Textilfirma übernahm. Sie wuchs mit ihren Schwestern Johanna und Helene in der Vogelsangstraße 204 in wohlhabenden Verhältnissen auf. Ihr Zwillingsbruder Otto Ludwig war kurz nach der Geburt gestorben.
Der Schweizer Maler Eduard Pfyffer (1836–1899) malte 1869 Porträts der Familie Roederstein. Dadurch angeregt und durch Besuche mit den Eltern in Münchner Museen wurde in Ottilie Roederstein der Wunsch geweckt, selbst zu malen. Eine Ausbildung zur Malerin schien jedoch aufgrund der gesellschaftlichen Konventionen der Zeit für Roederstein nicht möglich. Insbesondere die Mutter widersetzte sich dem Wunsch der Tochter, so dass Roederstein nach eigener Aussage „schwere Kämpfe“ austragen musste, bis der Vater schließlich doch einer Ausbildung zustimmte. Roederstein nahm 1876 in Pfyffers Atelier in Zürich eine Ausbildung zur Malerin auf. Dort lernte sie auch Louise-Cathérine Breslau und Marie Sommerhoff (spätere Bertuch) kennen, mit denen sie zeitlebens in Verbindung blieb.

### Berlin
Bald zeigte sich ihre Begabung als Porträtistin und sie entwickelte den Ehrgeiz, sich künstlerisch weiterzuentwickeln. Die Heirat ihrer Schwester Johanna mit dem Berliner Geschäftsmann Voos gab Roederstein die Möglichkeit, dort im Haus der Schwester zu leben. Ende 1879 begann sie in der Damenklasse der Berliner Akademie bei Karl Gussow, ihre Ausbildung zu vervollständigen. Hier lernte sie ihre Freundin Annie Hopf (1861–1918) kennen, die ebenfalls bei Gussow Unterricht nahm. Weitere Freundschaften schloss sie in Gussows Atelier mit Hildegard Lehnert, Helene von Menshausen, Suse von Nathusius, Sabine Lepsius und Clara von Rappard. 1882 hatte Roederstein ihre erste Ausstellung in einer Zürcher Kunsthandlung, die eine positive Kritik in der Presse fand.

### Paris und Zürich

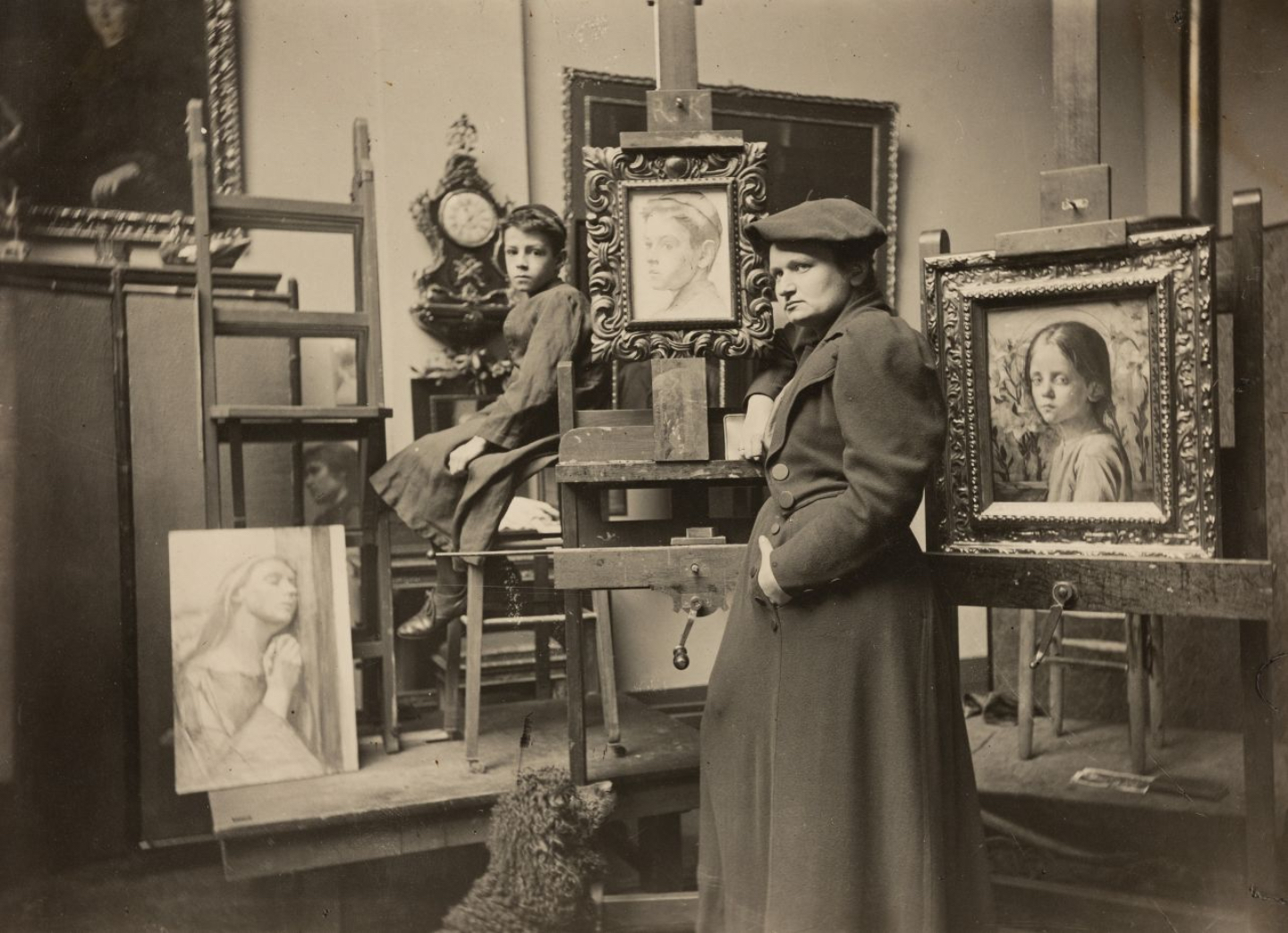
Foto von Ottilie Roederstein im Atelier der Städelschen Kunstschule in Frankfurt am Main, etwa 1887

Annie Hopf zog im Jahr 1882 nach Paris um und Roederstein bat ihre Eltern, ebenfalls dorthin wechseln zu dürfen. Mehrere Jahre arbeitete und studierte Roederstein in den Ateliers von Émile Auguste Carolus-Duran und Jean-Jacques Henner. Sie gehörte zu den ersten Malerinnen, die abends Aktmalerei studierten, was zu dieser Zeit für Frauen als anstößig galt. Bis zum Ende ihrer Zeit in Paris 1887 schaffte es Roederstein, ihren Lebensunterhalt mit Auftragsarbeiten und dem Verkauf ihrer Bilder zu verdienen und damit vom Elternhaus finanziell unabhängig zu werden. Sie konnte sich sogar ein Atelier leisten. Die erste eigene Schülerin war Madeleine Smith.
Im Frühjahr 1887 zog Roederstein zurück nach Zürich. Sie behielt ihr Atelier in Paris jedoch bis 1914. Auf der Pariser Weltausstellung 1889, ebenso wie auf der Pariser Weltausstellung 1900 wurde ihr eine Silbermedaille verliehen.

### Frankfurt am Main

Bildnis Elisabeth Winterhalters, Lebenspartnerin der Malerin (Ottilie Roederstein, 1887)

Im Sommer 1885 lernte Roederstein in Zürich die Gynäkologin und Chirurgin Elisabeth Winterhalter kennen. 1891 bezogen die beiden in Frankfurt am Main eine gemeinsame Wohnung in der Bleichstraße, Roederstein nahm sich ein Atelier in der Hochstraße 40 und bekam bald zahlreiche Aufträge. Winterhalter wurde erste Ärztin und Geburtshelferin in Frankfurt. Beide nahmen regelmäßig an Treffen im Hause Goldschmidt teil. Gemeinsam mit Anni Edinger, geborene Goldschmidt, engagierten sie sich für das Frauenstudium und für das Gemeinwohl von Frauen. Sie erreichten unter anderem, dass in der Schillerschule das erste städtische Mädchengymnasium in Frankfurt eingerichtet wurde, in dem 1911 die ersten acht Mädchen die Abiturprüfung ablegten. Im Jahr 1913 war Ottilie Roederstein Gründungsmitglied und Teil des Vorstandes des in Frankfurt am Main gegründeten Frauenkunstverbandes um Käthe Kollwitz.

### Hofheim am Taunus
1907 zogen Roederstein und Winterhalter nach Hofheim am Taunus. Roederstein beteiligte sich an deutschen, schweizerischen und französischen Kunstausstellungen. Ihre Werke verkauften sich gut, und sie bot in ihrem Atelier in Hofheim angehenden Künstlerinnen eine Ausbildung an, so etwa Mathilde Battenberg, Frieda Blanca von Joeden oder Hanna Bekker vom Rath. Ottilie Roederstein war Mitglied im Deutschen Künstlerbund und im Frankfurt-Cronberger-Künstler-Bund. Gemeinsam mit Paul Klimsch und Rudolf Gudden stellte sie mehrmals im Gebäude des Frankfurter Kunstvereins aus.

### Tod
Ottilie Roederstein starb am 26. November 1937 im Alter von 78 Jahren in Hofheim. Sie fand ihre letzte Ruhestätte gemeinsam mit Elisabeth Winterhalter in einem Ehrengrab auf dem Hofheimer Waldfriedhof. Winterhalter, die noch bis 1952 lebte, verwaltete Roedersteins künstlerisches Erbe und die gemeinsame Roederstein-Winterhalter’sche Stiftung. Die Stiftung ging nach dem Tod von Winterhalter 1952 in die Heussenstamm-Stiftung über.

### Bedeutung
Neben dem unbedingten Drang Künstlerin zu sein, wollte Roederstein durch ihre Malerei ein unabhängiges Leben führen können. Daher ging sie in ihrer Porträtmalerei keine Experimente ein, sondern orientierte sich an einem gefragten traditionellen Stil. Ellinor Landmann attestierte ihr dennoch fundiertes Wissen der Kunstgeschichte, eine große Virtuosität und das Talent in ihren Bildern einen „Wow-Effekt“ zu erzeugen. Sie war zu ihrer Zeit damit sehr erfolgreich, die Nachwelt verlor jedoch das Interesse an ihren Werken, so dass sie heute kaum bekannt ist. Anders als ihre Zeitgenossen, deren Werke in den Depots des Frankfurter Städels verborgen sind, werden Roedersteins Werke etwa seit 2012 recht prominent präsentiert.

### Ehrungen
1929 wurde Roederstein anlässlich ihres 70. Geburtstags zur Ehrenbürgerin der Stadt Hofheim ernannt und erhielt eine Ehrenmedaille. Zum Ehrenmitglied wählten sie sowohl der Frankfurter Künstlerbund als auch die Ortsgruppe Frankfurt des Bundes deutscher Künstlerinnen und Kunstfreundinnen. Nach Roederstein ist der Roedersteinweg in Hofheim und der Ottilie-Roederstein-Platz in Hattersheim benannt.
2021 wurde vom Hessischen Ministerium für Wissenschaft und Kunst erstmals neun Ottilie-Roederstein-Stipendien vergeben.

## Werke (Auswahl)

Ottilie W. Roederstein, Bildnis Winterhalter, Dr. Elisabeth, 1887–1888, Städel Museum, Frankfurt am Main
Ottilie W. Roederstein, Bildnis Helene Roederstein (Schwester der Malerin), 1890, Städel Museum, Frankfurt am Main
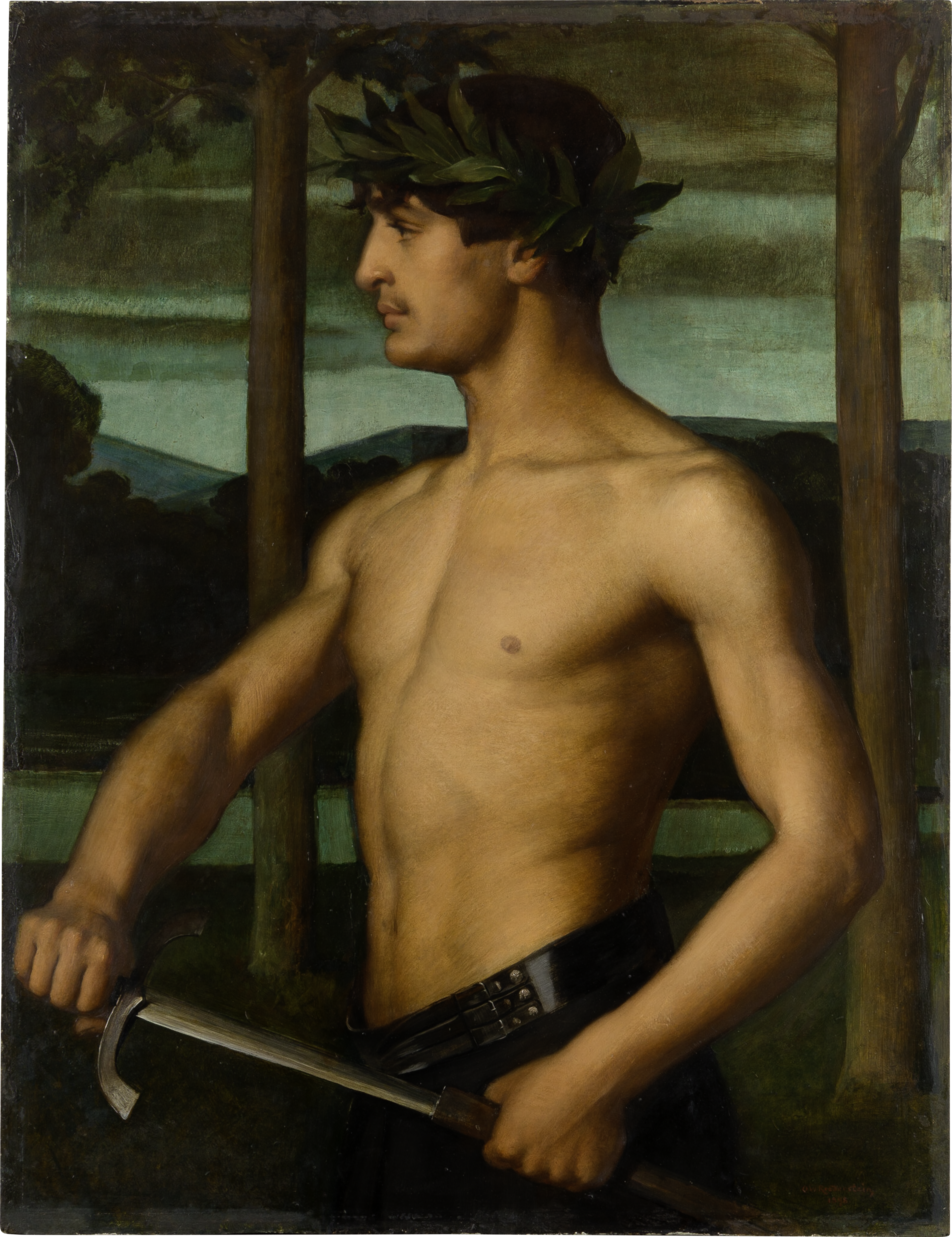
Ottilie W. Roederstein, Der Sieger, 1898, Städel Museum, Frankfurt am Main
Ottilie W. Roederstein, Die Schwestern, 1900, Städel Museum, Frankfurt am Main
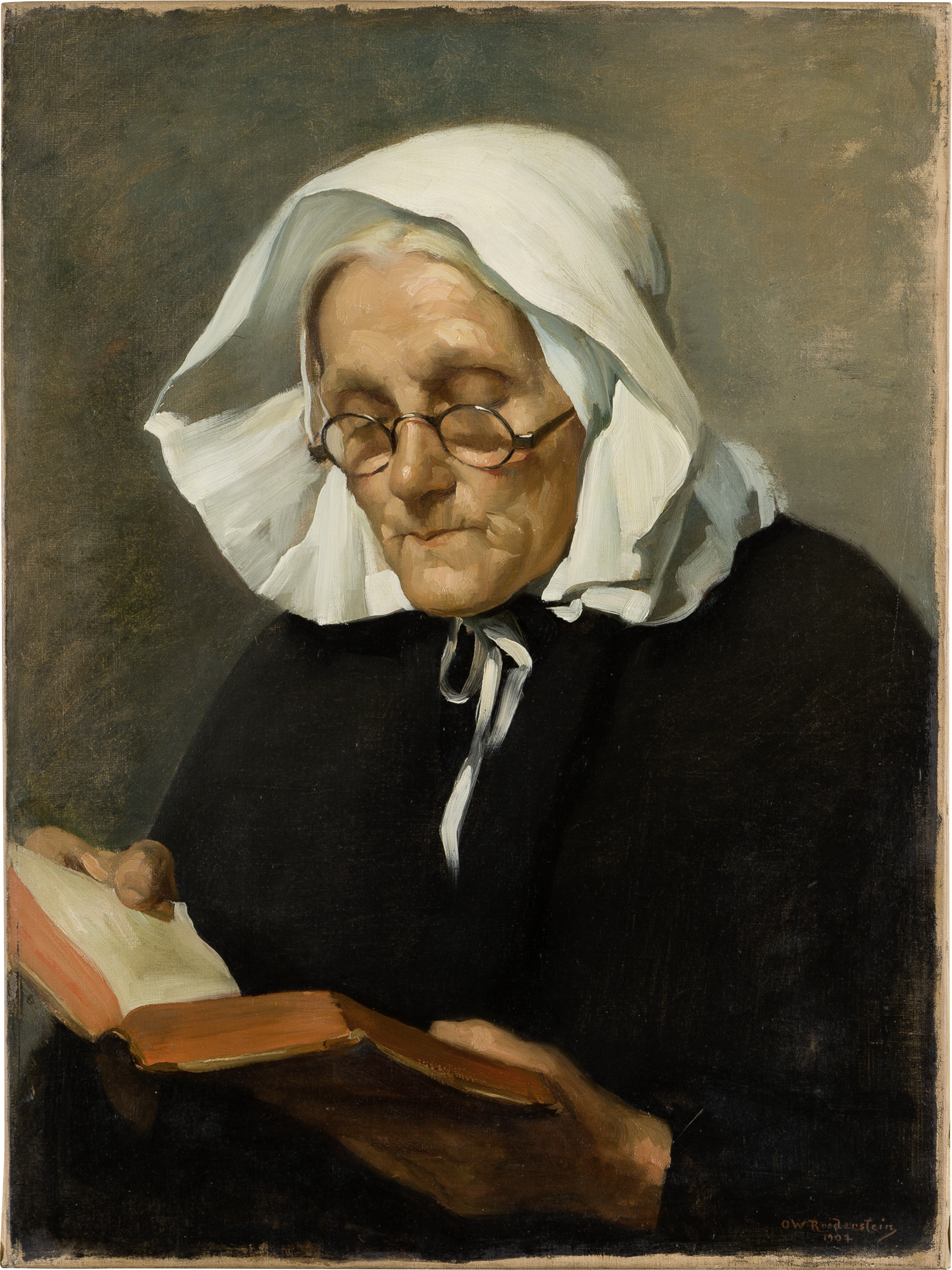
Ottilie W. Roederstein, Lesende alte Frau, 1902, Städel Museum, Frankfurt am Main
Ottilie W. Roederstein, Stillleben mit einem Korb mit Äpfeln auf einem Tisch vor Vorhang und Tapete, 1909, Städel Museum, Frankfurt am Main
Ottilie W. Roederstein, Bildnis des Malers Jakob Nussbaum, 1909, Städel Museum, Frankfurt am Main
Ottilie W. Roederstein, Selbstbildnis mit verschränkten Armen, 1926, Städel Museum, Frankfurt am Main
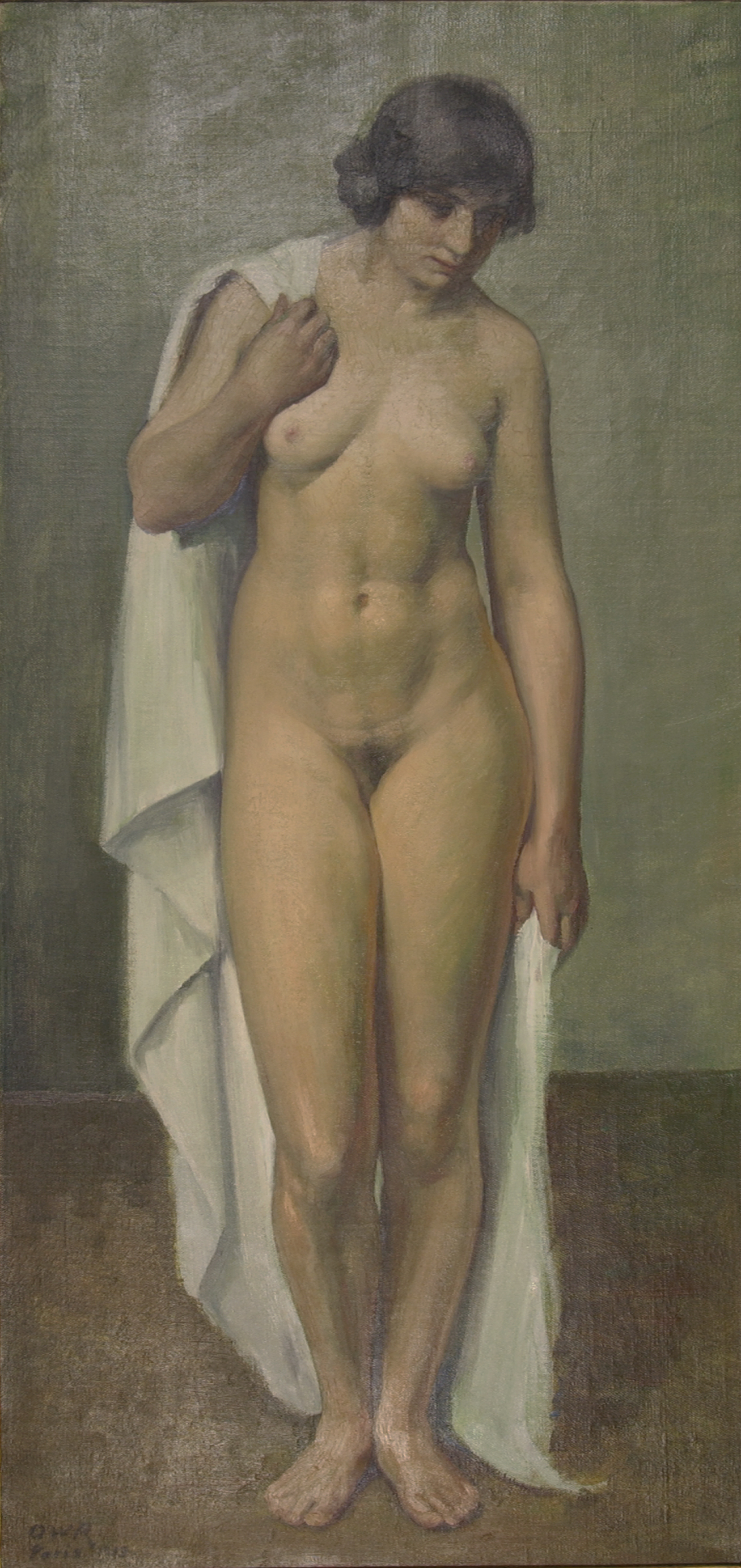
Ottilie W. Roederstein, Kleine Nackte, 1913
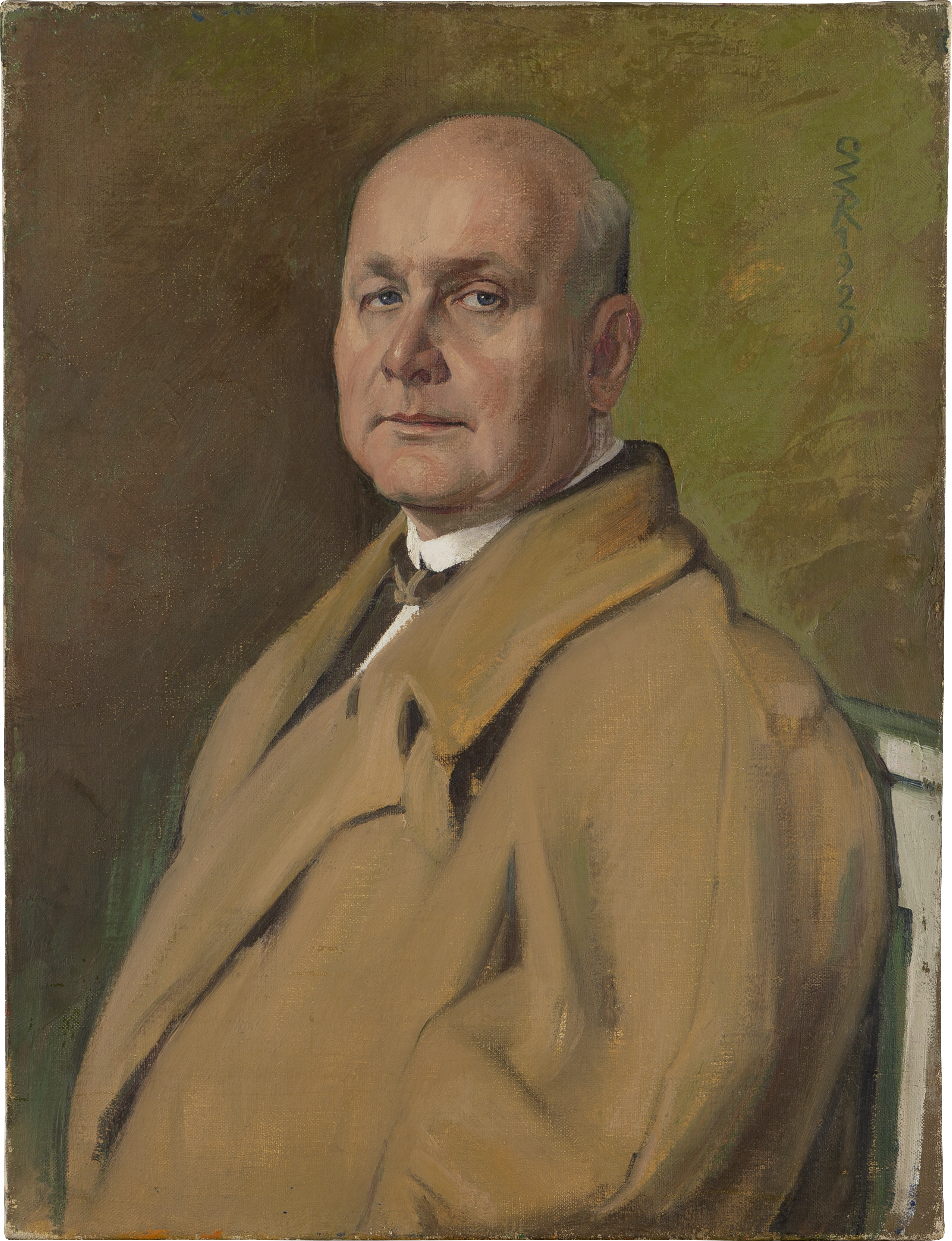
Ottilie W. Roederstein, Bildnis Alexej von Jawlensky, 1929, Städel Museum, Frankfurt am Main
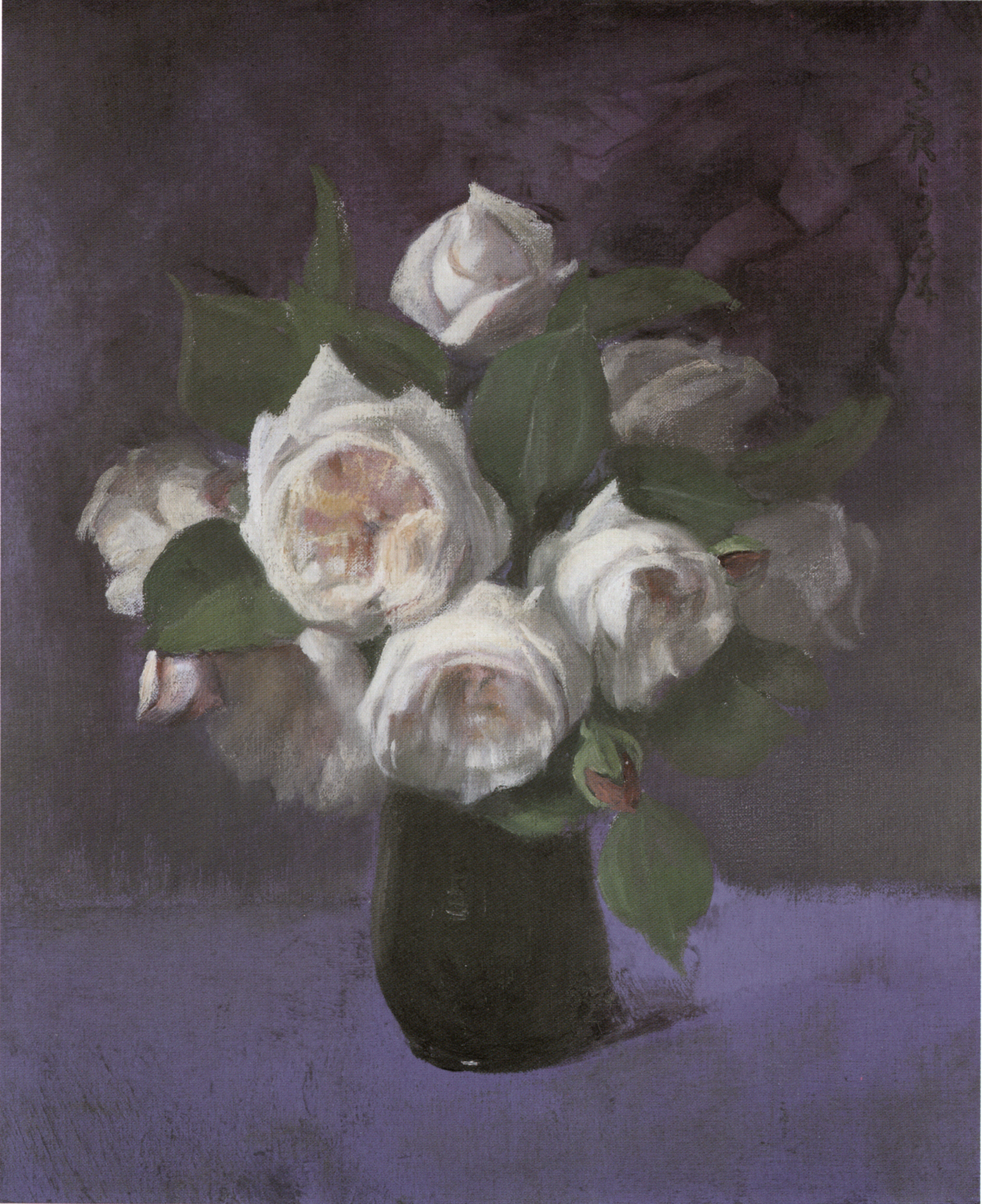
Ottilie W. Roederstein, Rosen auf violettem Grund, 1934
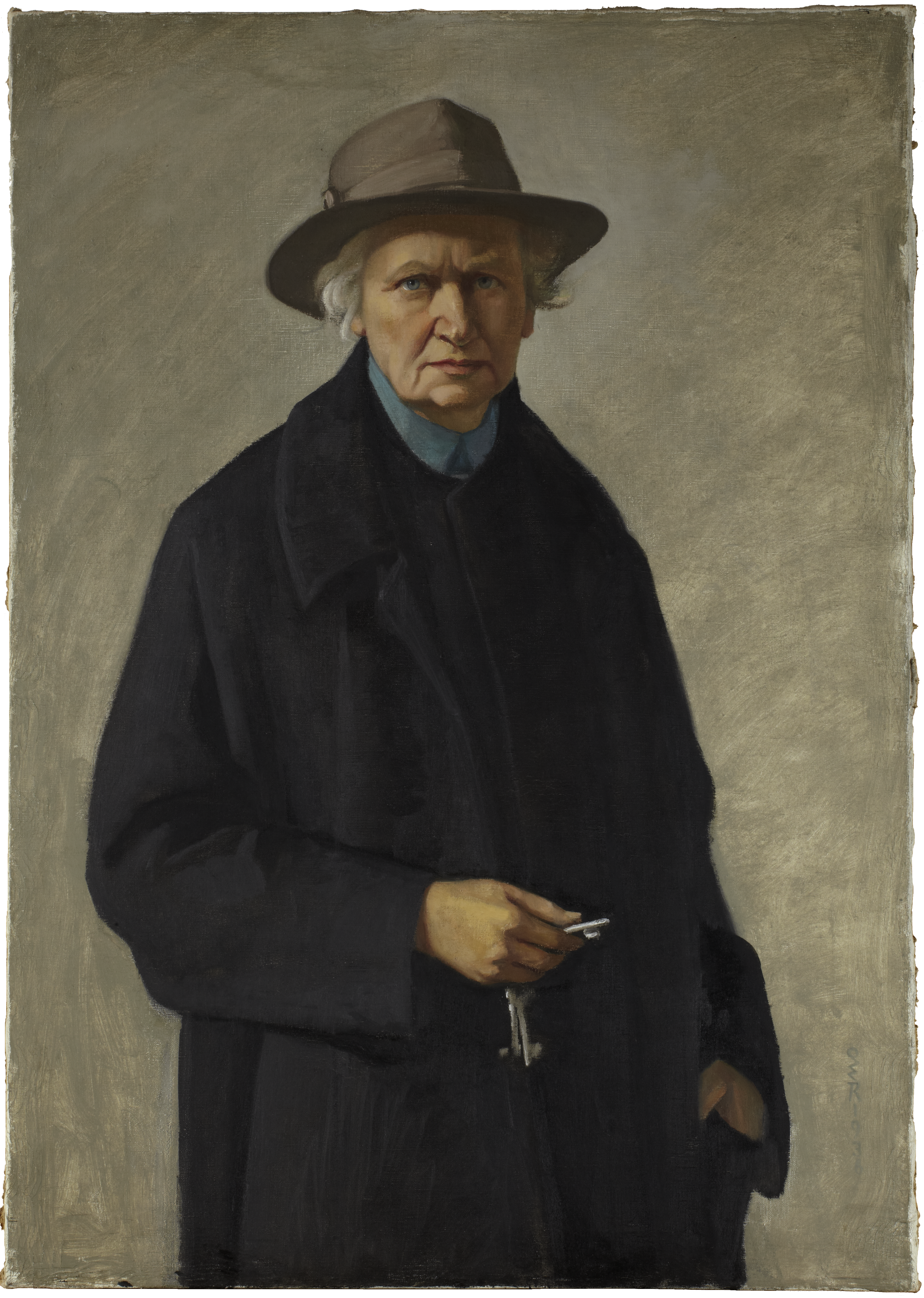
Ottilie W. Roederstein, Selbstbildnis mit Schlüsseln, 1936, Städel Museum, Frankfurt am Main

## Ausstellungen
- 1883: Erste Ausstellung in der Zürcher Kunsthandlung Heinrich Appenzeller.[3]
- 1883: Beteiligung mit einem Gemälde im Salon de Paris.[7] Roederstein war danach jährlich bis 1914 vertreten.[3][1]
- 1889: Beteiligung an der Weltausstellung in Paris und Ehrung mit der Silbermedaille.[7]
- 1890: Erste Nationale Kunst-Ausstellung der Schweiz im Kunstmuseum Bern.[1]
- 1891: Ausstellung im Frankfurter Kunstverein. Roederstein nahm danach an mehreren Ausstellungen des Kunstvereins teil.[3]
- 1900: Beteiligung an der Weltausstellung in Paris und Ehrung mit Silbermedaille.[7]
- 1929: Einzelausstellung im Frankfurter Kunstverein.[1]
- 2012: Deutsche Künstlerinnen in Paris um 1900, Städtische Galerie Lüdenscheid.
- 2012: Malweiber – von Ottilie Roederstein bis Gabriele Münter, Museum Kronberger Malerkolonie.
- 2013: Künstlerin sein! Zusammen mit Werken von Emy Roeder und Maria von Heider-Schweinitz. Museum Giersch, Frankfurt am Main.
- 2020/2021: Ottilie W. Roederstein. Eine Schweizer Künstlerin wiederentdeckt. Kunsthaus Zürich.
- 2022: Frei Schaffend – Die Malerin Ottilie W. Roederstein Städelsches Kunstinstitut Frankfurt am Main.

## Schriften
- Autobiografie von Ottilie Roederstein. In: Bettina Conrad, Ulrike Leuschner (Hrsg.): Führende Frauen Europas – Elga Kerns Standardwerk von 1928/1930. Ernst Reinhard Verlag, München 1999, S. 34–40.[16]